# Xian de Qi (Shanxi)
Pour les articles homonymes, voir Qi.
Le xian de Qi (祁县 ; pinyin : Qí Xiàn) est une subdivision de la province du Shanxi en Chine. Il est placé sous la juridiction administrative de la ville-préfecture de Jinzhong.

## Démographie
La population du district était de 250 599 habitants en 1999.